# Lettera a Berlino
Lettera a Berlino (The Innocent) è un romanzo di spionaggio di Ian McEwan del 1990. Il romanzo è stato finalista all'edizione 1991 del Premio Grinzane Cavour.

## Trama
La storia si svolge nella Berlino del 1955-56 all'inizio della guerra fredda, e si basa sull'operazione Oro, condotta congiuntamente da CIA e MI6 per scavare un tunnel dal settore statunitense della città a quello sotto il controllo russo; lo scopo era quello di intercettare le linee telefoniche del comando sovietico.
Leonard Marnham è un tecnico delle Poste britanniche, assunto dagli americani per installare apparecchiature di monitoraggio nel tunnel che stanno scavando per intercettare le linee telefoniche russe. Gli inglesi e gli americani collaborano nelle operazioni ma con reciproca diffidenza. Leonard fa amicizia con Bob Glass, uno statunitense della CIA ossessionato dalla sicurezza. Gli inglesi sono consapevoli che gli americani sono sull'orlo di una svolta con la decodifica e sono infastiditi dal fatto che non ne abbiano fatto parte. MacNamee, uno scienziato britannico che collabora al progetto con l'M16, insiste affinché Leonard, forte delle sue competenze, spii gli statunitensi e scopra il metodo di decrittazione dei messaggi utilizzato e tenuto nascosto dagli statunitensi, anche agli alleati. Leonard, con poco impegno, tenta di scoprire il segreto, ma fallisce miseramente nel suo ruolo di spia.
Leonard trascorre una delle prime sere a Berlino nei bar della città: in uno di questi, nel settore Ovest, incontra una ragazza di nome Maria Eckdorf. Leonard è inesperto e viene iniziato al sesso dalla più esperta Maria, divorziata da un violento ex soldato tedesco di nome Otto, alcolizzato e sedicente eroe di guerra. Bob Glass, sospetta che Maria sia una delle tante spie russe in attività a Berlino e svolge indagini su di lei, interrogandola. Leonard, venuto a conoscenza della cosa, si mostra geloso delle attenzioni dell'amico verso la donna. A causa della sua gelosia e di violenza durante un rapporto sessuale, dovuto al fatto che Leonard, inesperto, aveva creduto che Maria apprezzasse i modi rudi, i due litigano e Maria, sconvolta e impaurita, si rifugia per alcune settimane dai parenti nel lato Est. L'intervento pacificatore di Bob fa riavvicinare i due giovani che si fidanzano e organizzando una festa. La notte stessa, l'ex marito di Maria, si nasconde a casa della donna. I due, mentre stanno facendo sesso, si accorgono della presenza di Otto, nascosto nell'armadio e addormentatosi ubriaco. Leonard affronta Otto svegliandolo: quest'ultimo aggredisce Maria tentando di strangolarla avventandosi poi con violenza su Leonard che, per difendersi, lo morde al volto strappandogli via un lembo di carne. Otto sembra impazzito e sta per avere la meglio sul britannico quando Maria, giuntagli alle spalle, lo colpisce alla testa con una spranga di metallo, perforandogli il cranio e uccidendolo sul colpo.
La coppia, consapevole di non poter denunciare l'omicidio, seppure involontario, visto lo stato del corpo e le influenze che il morto, che millantava atti eroici mai compiuti, aveva nella polizia, decide di disfarsi del cadavere dissezionandolo e nascondendone i pezzi in due valigie che Leonard ha preso dal tunnel. Leonard, ferito ai testicoli durante la lotta e sotto shock, vaga esausto per Berlino trascinando le due pesanti valigie cercando di trovare un posto dove abbandonarle, mentre Maria si premura di ripulire l'appartamento. Dopo varie infruttuose peregrinazioni, distrutto dal sonno e dalla stanchezza, si rifugia nel suo appartamento. Il giorno successivo, mentre esce di nuovo dal suo appartamento con le valigie, incontra il vicino, George Blake, personaggio realmente esistito e che lavorava anch'egli nei servizi segreti. L'uomo riconosce la provenienza delle valigie e si insospettisce chiedendo spiegazioni a Leonard che si giustifica affermando che contengono apparecchiature da utilizzare nel tunnel. Subito dopo Leonard viene raggiunto da Glass che lo redarguisce per aver rimosso asportato l'attrezzatura dal tunnel. Leonard afferma di avere un'autorizzazione di sicurezza maggiore dell'amico e di aver portato a casa l'attrezzatura per effettuare esperimenti di nascosto dagli altri tecnici. Glass sembra credere alla fandonia ma intima a Leonard di riportare le valigie al tunnel, accompagnandolo lui stesso con un'auto di servizio.
Leonard deposita le valigie nel tunnel e subito dopo si reca in un bar di Berlino Est; qui viene immediatamente avvicinato da una delle molte spie dei russi in cerca di informazioni. Leonard comunica l'esistenza del tunnel alla spia sperando che i russi irrompano nel locale e sequestrino tutto il materiale e con esso, anche le due valigie. Il piano sembra riuscire e i VoPos con ufficiali russi si introducono nel tunnel. Inspiegabilmente la scoperta del corpo nelle valigie non trapela e il pericolo di un arresto sembra scongiurato. Tuttavia la relazione tra Leonard e Maria è oramai giunta alla fine, a causa della traumatica esperienza vissuta e del reciproco rinfacciarsi la colpa delle azioni che hanno portato all'omicidio; entrambi sembrano sollevati quando Leonard decide di tornare in Inghilterra per un breve periodo. Proprio mentre il suo aereo sta per decollare, vede Maria e Bob Glass insieme sul tetto del terminal dell'aeroporto: già geloso delle attenzioni dell'amico verso la sua ragazza, Leonard si convince che i due siano amanti. Leonard decide che tra lui e Maria è finita e non tornerà più a Berlino, rifiutandosi di rispondere alle molte lettere che la ragazza ha a lungo continuato a scrivergli.
Solo nel 1987 Leonard ritorna a Berlino rivisitando la città che aveva conosciuto da giovane, trovandola completamente cambiata.  Leonard, ora di mezz'età, ha fortunosamente ricevuto una recente lettera da Maria in cui spiega che non gli era mai stata infedele ma che, dopo la sua mancata risposta alle molte lettere, si era avvicinata a Bob Glass che, al corrente dell'omicidio, aveva fatto in modo di insabbiare le indagini forte della sua autorità come membro della CIA. Maria aveva promesso a Glass di non rivelare nulla a nessuno ma che, dopo la sua recente morte per infarto, aveva deciso di scrivere a Leonard rivelandogli di non averlo mai dimenticato, di pensare a lui costantemente e che il tunnel non era stato scoperto a causa del suo tradimento, e che i russi ne conoscevano l'ubicazione da tempo ma che avevano continuato a farsi intercettare, inviando falsi messaggi attraverso i cavi controllati dagli Alleati. L'irruzione era stata causata dal George Blake, in realtà una spia russa che, subito dopo l'incontro con Leonard aveva comunicato ai russi che importanti apparecchiature erano state nascoste in due valigie e che sarebbero state depositate da lì a poco nel tunnel.
Leonard, riconciliatosi con il suo passato e ancora innamorato di Maria, decide di volare negli Stati Uniti per fare una visita a sorpresa alla donna.

## Opere derivate
Nel 1993 dal romanzo è stato tratto un film intitolato The Innocent, titolo originale del romanzo, diretto da John Schlesinger.

## Edizioni
- (EN) Ian McEwan, The Innocent, 1ª ed., Londra, Jonathan Cape, 1990, ISBN 9780224027830.
- Ian McEwan, Lettera a Berlino, traduzione di Susanna Basso, Torino, Einaudi, 1990, ISBN 9788806118020.
- Ian McEwan, Lettera a Berlino, traduzione di Susanna Basso, n. 339, Tascabili letteratura, Torino, Einaudi, 1996, ISBN 88-06-13170-2.
- Ian McEwan, Lettera a Berlino, traduzione di Susanna Basso, n. 80, I Miti, Milano, Mondadori, 1997, ISBN 88-04-43262-4.